# Oleatrium

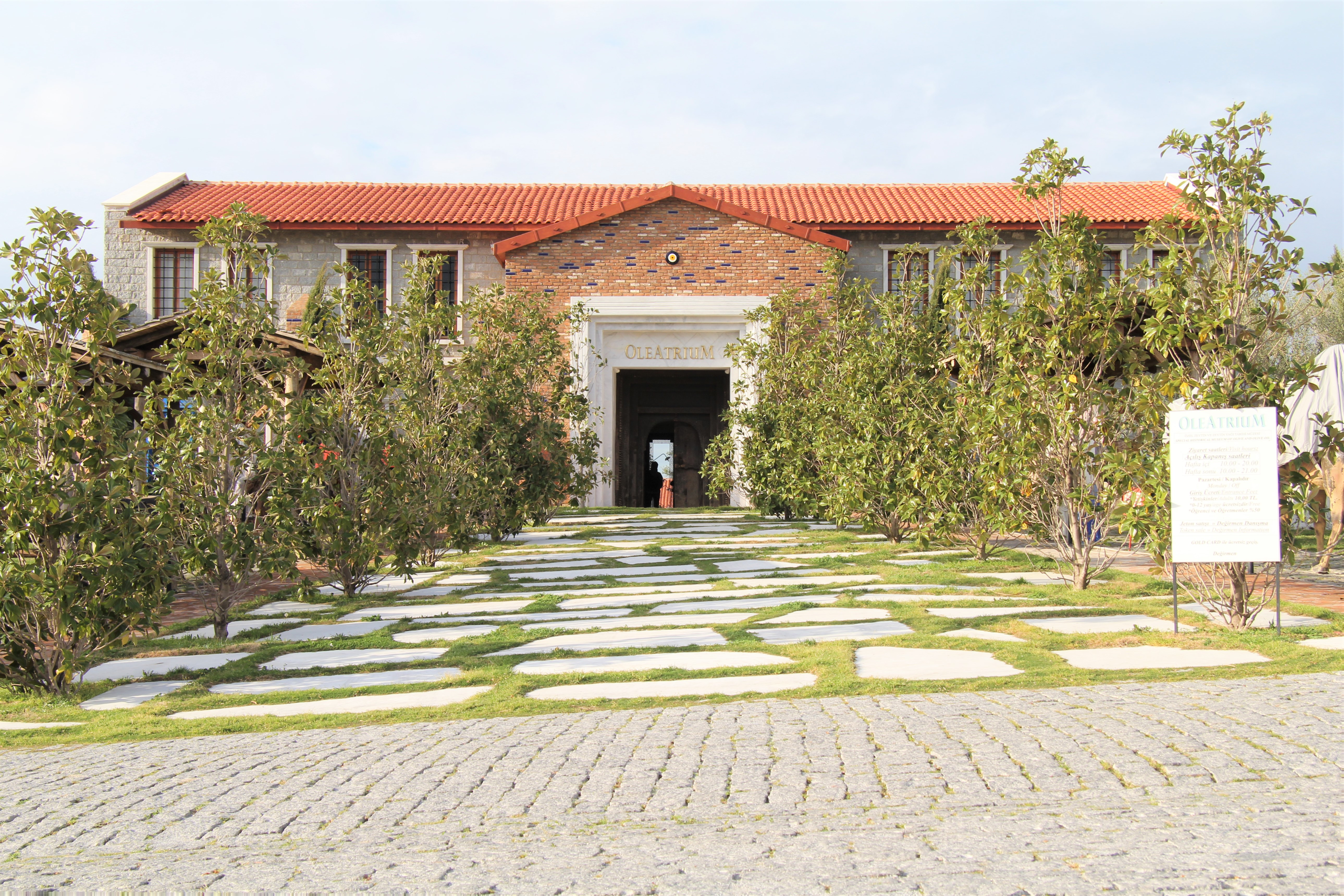
Eingang des Museums

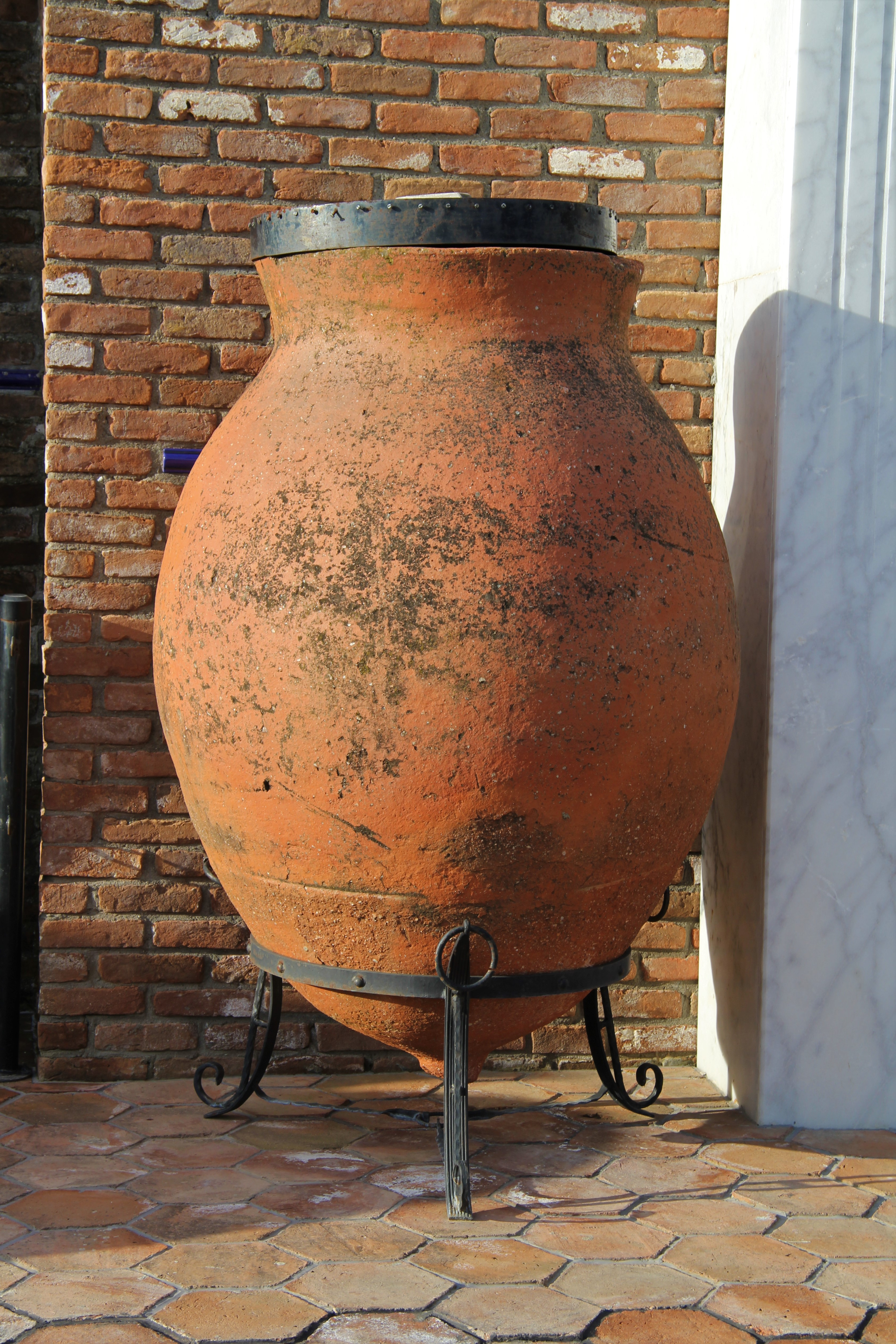
Amphore zur Öl-Lagerung

Das Oleatrium (Originalname auf Türkisch: Oleatrium Zeytin ve Zeytinyağı Tarihi Müzesi) ist ein privat gegründetes und betriebenes Museum für den Anbau, die Verarbeitung und die Nutzung von Oliven und Olivenöl. Das Museum liegt im Süden der türkischen Ägäis, rund 15 Kilometer südlich von Kuşadası an der Straße nach Davutlar. Es wurde im Jahre 2011 eröffnet und hat eine Ausstellungsfläche von rund 3000 Quadratmetern. Betrieben wird das Museum von dem Ehepaar Hasan und Gürsel Tonbul als Bestandteil der Değirmen-Farm und des Değirmen-Parkes, eines ökologischen Bauernhofes mit touristischem Erlebnispark. Das Museum ist das Ergebnis von 30 Jahren Sammlertätigkeit seiner Gründer.

## Aufbau des Museums
Das Hauptgebäude hat das Aussehen einer Olivenölfabrik. Es umfasst einen Empfangsraum mit Ticketverkauf und Museumsshop (für Olivenöl und andere landwirtschaftliche Produkte wie Weine) sowie 11 Ausstellungsräume. Dazu kommen ein Außengarten und ein Innengarten. Als Baumaterial für das Museum verwendete man möglichst lokale Original-Materialien wie Ziegel, Steine, Holz etc.

### Verarbeitung und Transport
Die Darstellung der Olivenverarbeitung ist chronologisch aufgebaut. Es werden antike römische Verfahren gezeigt sowie Techniken aus der byzantinischen und osmanischen Zeit. Im Bereich für die frühindustrielle Zeit werden Anlagen für die sich ausweitende Massenproduktion ausgestellt, die mit Dampfmaschinen und mit Dieselmotoren betrieben wurden. Im weiteren Verlauf kamen elektrisch angetriebene Technologien zum Einsatz, die ebenfalls im Museum vorgestellt werden. Im Außenbereich illustrieren historische Eselskarren neben einem Lanz Bulldog den Wandel der Transporttechnologien.
Da Oliven und Wein oftmals in denselben landwirtschaftlichen Betrieben produziert werden, werden auch Geräte und Methoden zur Weinherstellung präsentiert.

### Nutzung des Olivenöls
Die Ausstellung befasst sich auch mit der Nutzung des Olivenöls. Neben der Anwendung als Lebensmittel wurde das Öl auch als Brennstoff für Lampen verwendet. Zu diesem Thema präsentiert die Abteilung „Beleuchtung“ eine große Sammlung von Öllampen aus verschiedenen Epochen.
In der Antike diente das Öl den Römern auch als Gesundheits-, Schönheits-, Reinigungs- und Pflegemittel. Das Oleatrium zeigt deshalb auch eine Nachbildung eines klassischen römischen Bades.

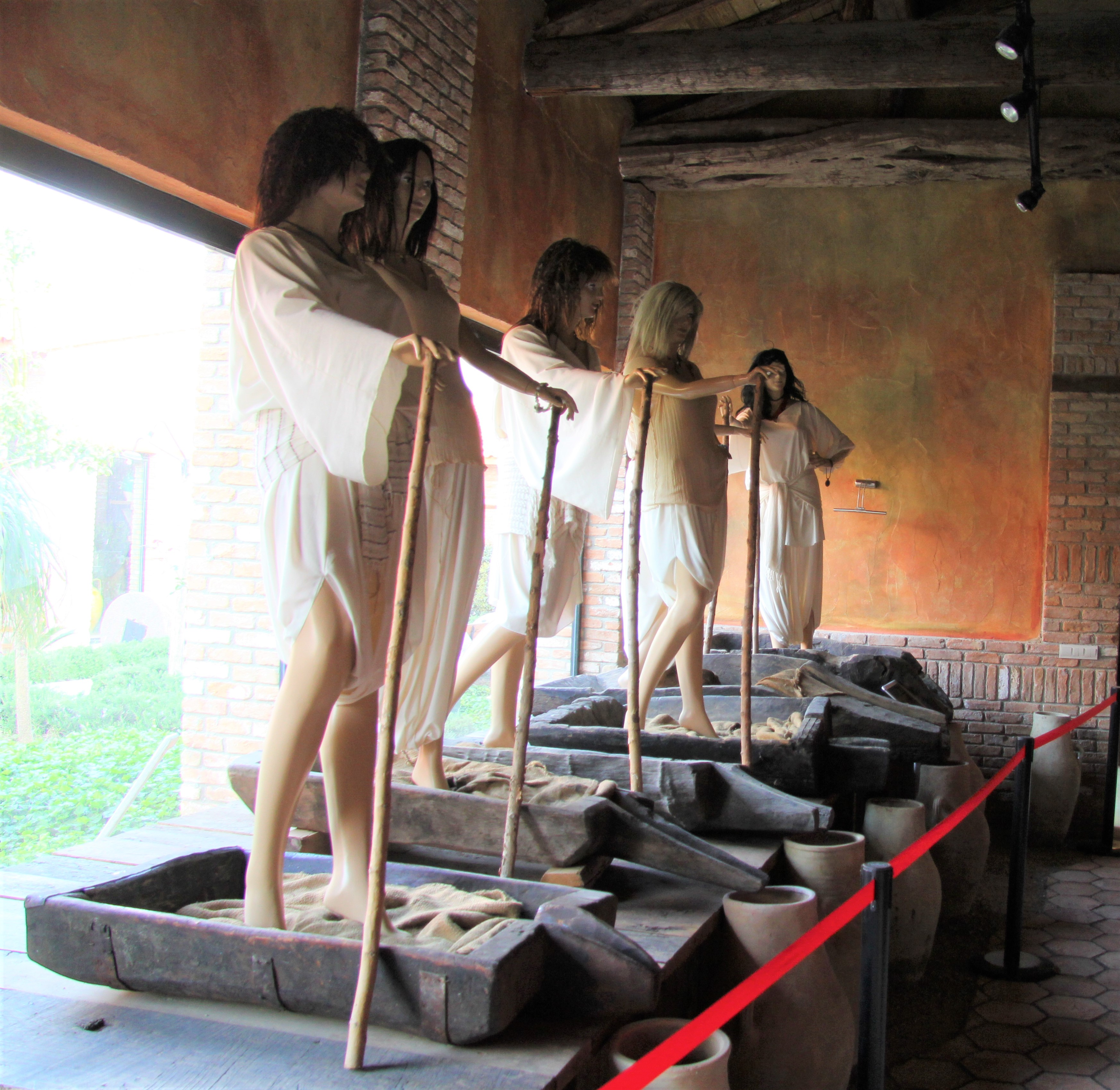
Antike Verarbeitung der Oliven
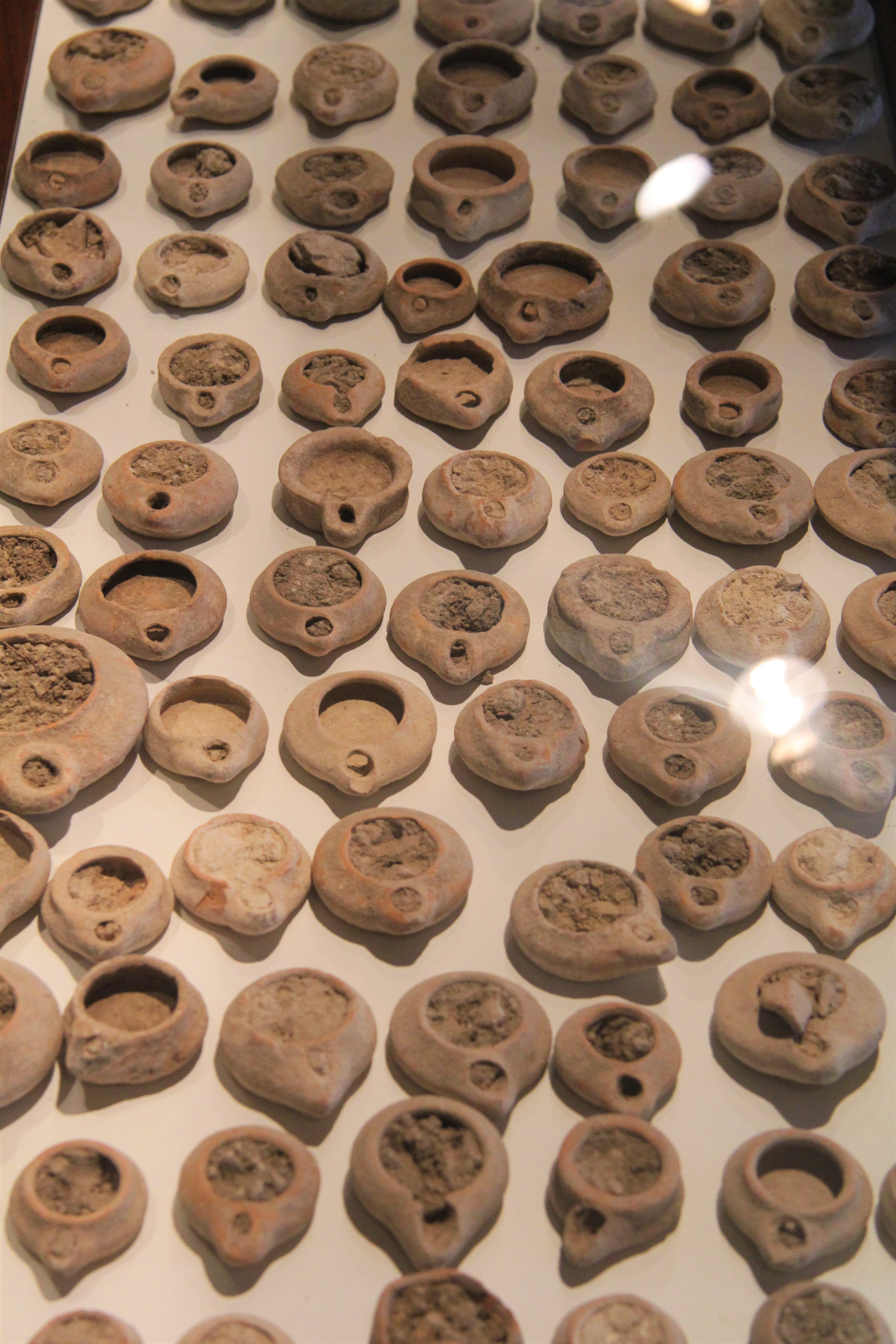
Sammlung von Öllampen
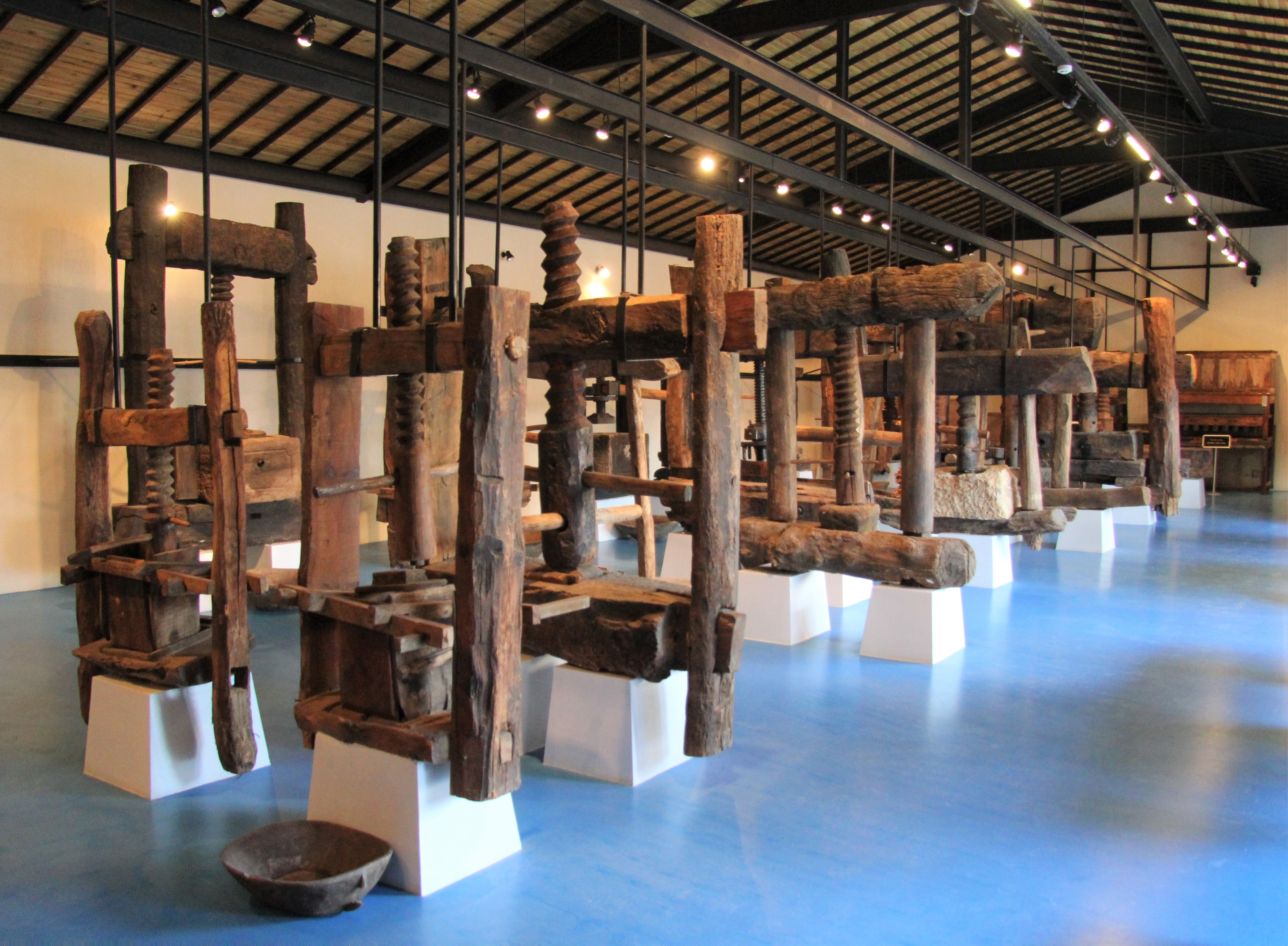
Historische Ölpressen
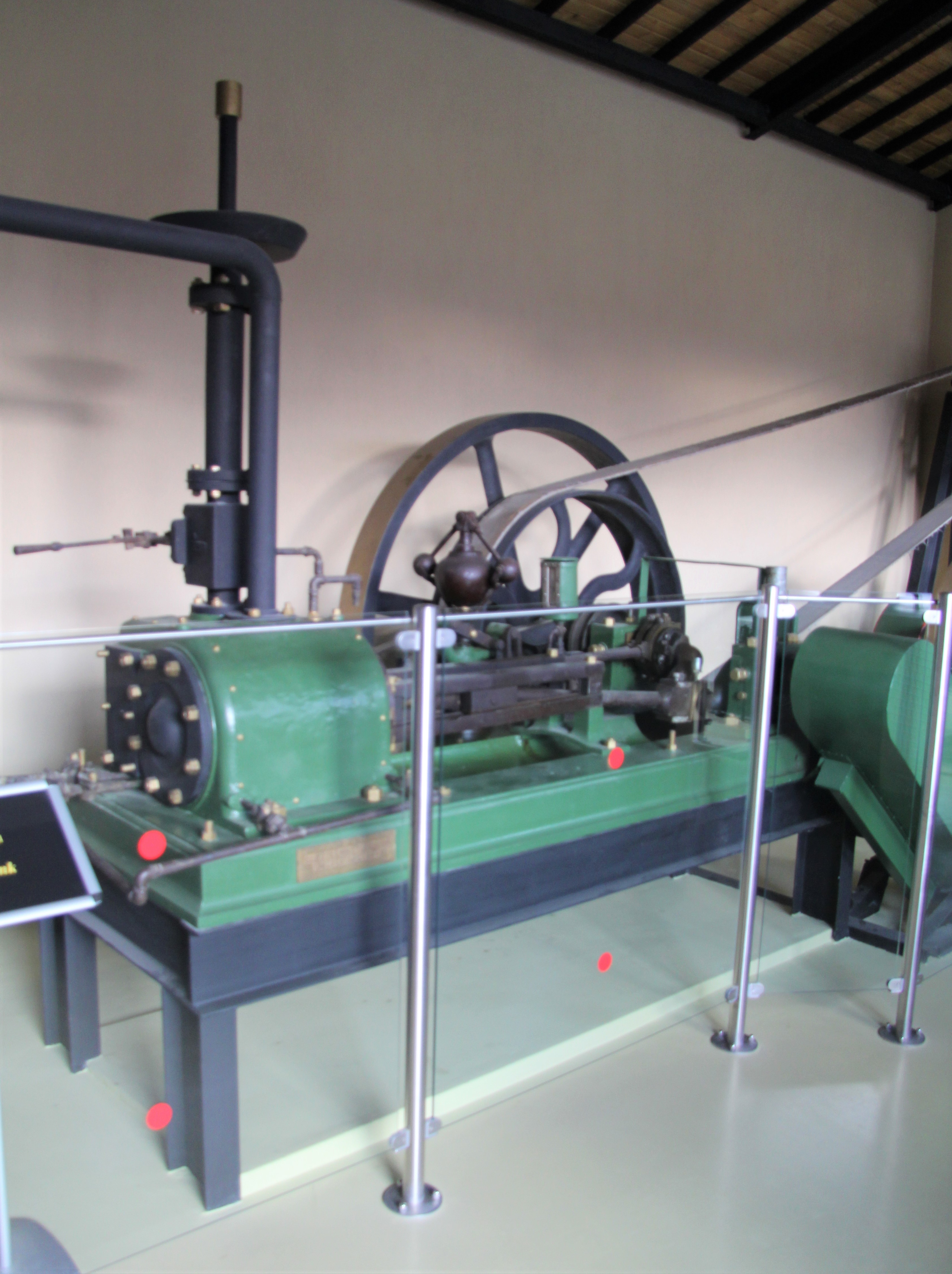
Das Maschinenzeitalter hält Einzug.
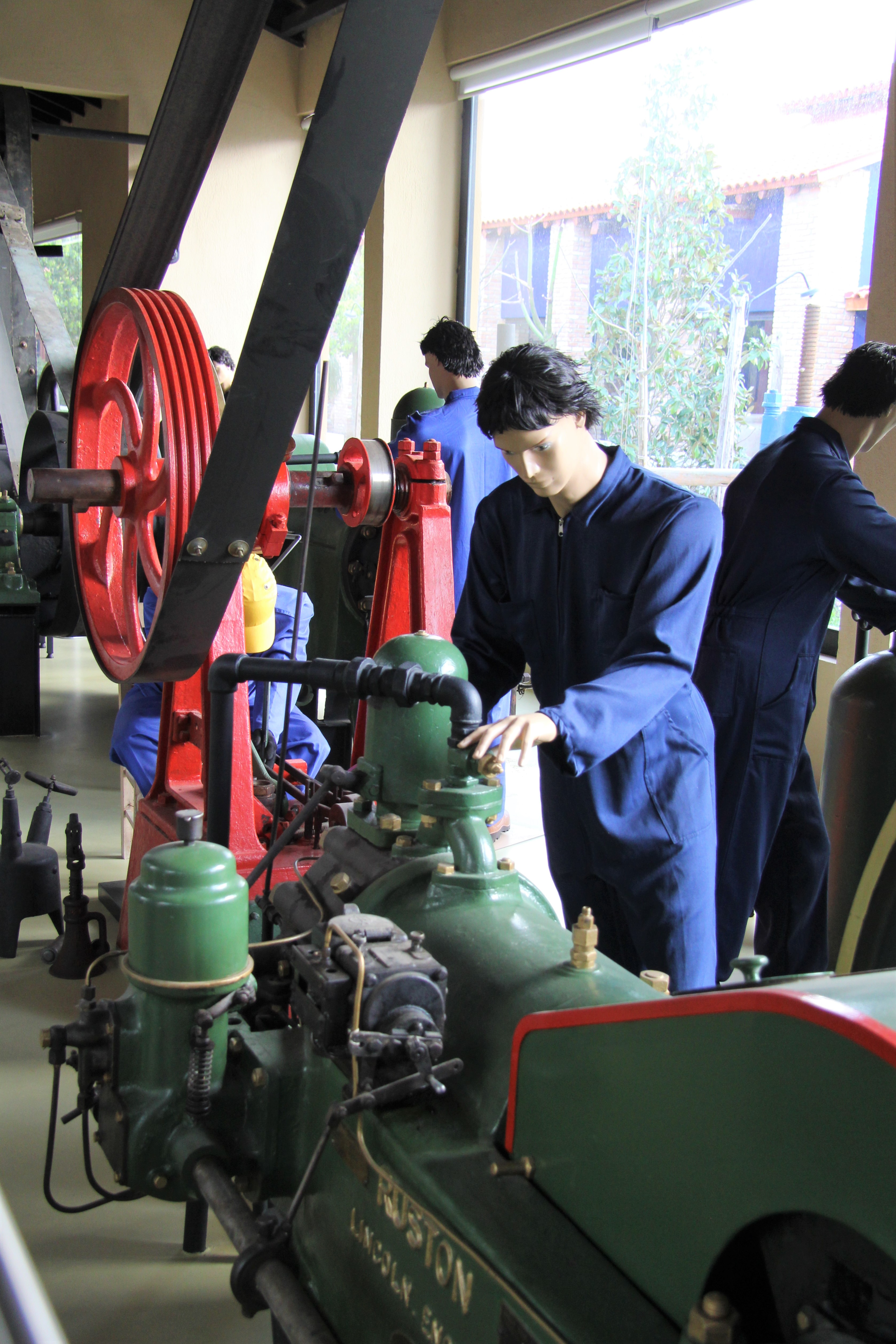
Industrielle Verarbeitungsmethoden
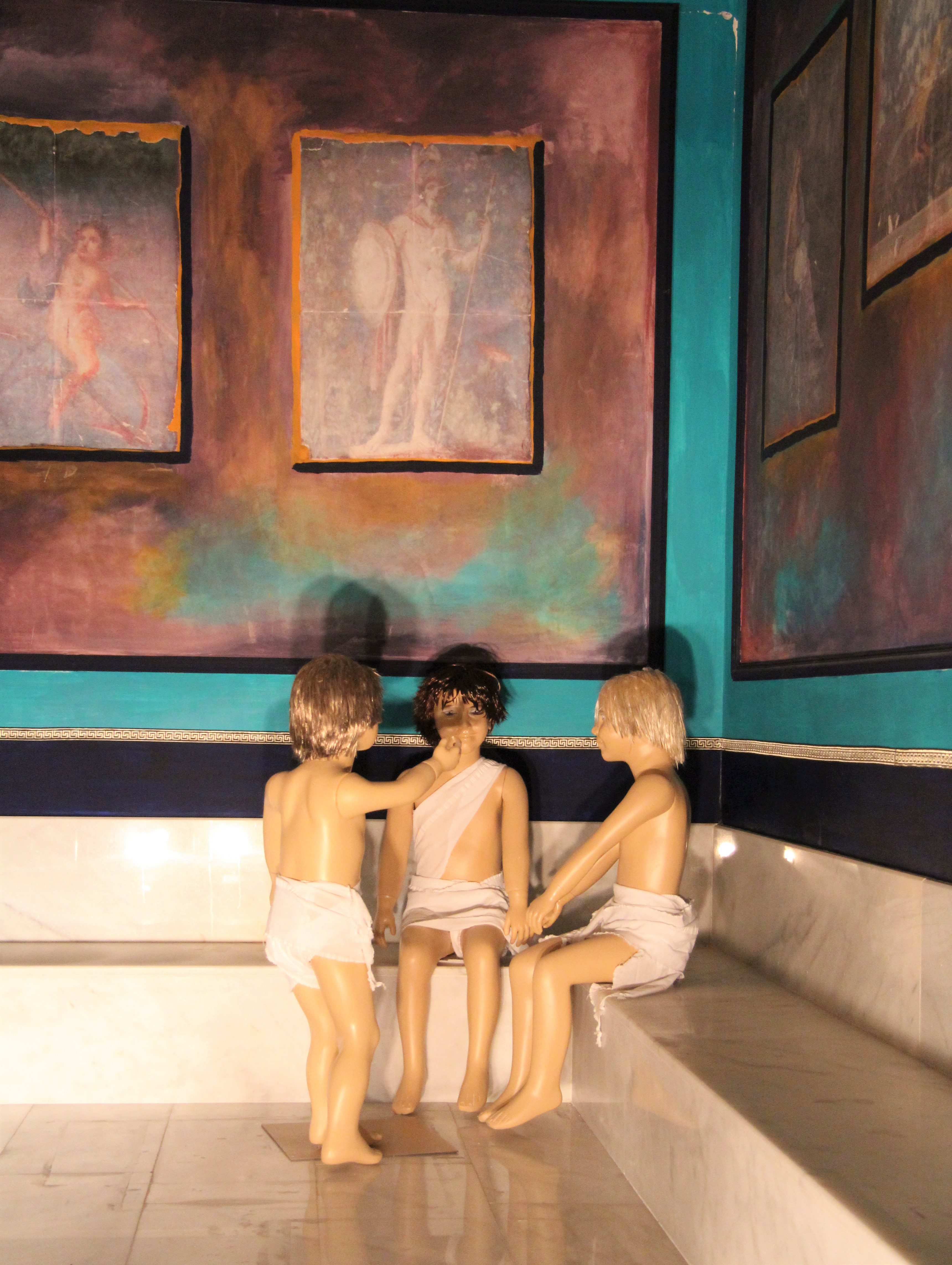
Darstellung eines römischen Bades zur Illustration der Funktion des Olivenöls als antikes Körperpflegemittel